# Sở hữu (phim truyền hình)
Sở hữu (tiếng Hàn: 마인; Romaja: Main) là một bộ phim truyền hình Hàn Quốc năm 2021 của đạo diễn Lee Na-jung với sự tham gia của các diễn viên Lee Bo-young, Kim Seo-hyung, Lee Hyun-wook, Ok Ja-yeon,... Phim gồm 16 tập được phát sóng từ ngày 8 tháng 5 đến ngày 27 tháng 6 năm 2021 vào lúc 21:00 (KST) thứ bảy và chủ nhật hàng tuần trên tvN. Loạt phim cũng được phát sóng trực tuyến trên Netflix.

## Tóm tắt nội dung
Sở hữu là câu chuyện về những người phụ nữ mạnh mẽ và đầy tham vọng của xã hội thượng lưu, cố gắng giải phóng bản thân khỏi những định kiến của xã hội để tìm ra con người thật của chính mình.

## Diễn viên

### Nhân vật chính
- Lee Bo-young vai Seo Hi Soo, cựu nữ diễn viên hàng đầu và là con dâu thứ hai của Tập đoàn Hyowon[5]
- Kim Seo-hyung vai Jung Seo Hyun, con dâu cả của Tập đoàn Hyowon và giám đốc Phòng trưng bày Seohyun.
  - Cho Hye-won vai Jung Seo Hyun lúc trẻ (tập 2)[6]
- Ok Ja-yeon vai Lee Hye Jin / Kang Ja Kyung (thân phận giả), gia sư và là mẹ ruột của Han Ha Joon[7]

### Nhân vật phụ

#### Nhà Hyowon
- Jung Dong-hwan[8] vai Chủ tịch Han Suk Chul, cha chồng của Jung Seo Hyun và Seo Hi Soo
  - Yoon Dong-joo vai Han Suk Chul trung niên
- Park Won-sook vai Yang Soon Hye, vợ chính thức của Chủ tịch Han, mẹ chồng của Jung Seo Hyun và Seo Hi Soo
- Park Hyuk-kwon vai Han Jin Ho, con trai cả của tập đoàn Hyowon, chồng của Jung Seo Hyun
- Kim Hye-hwa vai Han Jin Hee, con gái duy nhất của tập đoàn Hyowon
- Jo Eun-sol vai Park Jung Do, chồng của Han Jin Hee, con rể nhà Hyowon
- Lee Hyun-wook vai Han Ji Yong, con trai thứ hai của tập đoàn Hyowon, chồng của Seo Hi Soo
- Cha Hak-yeon vai Han Soo Hyuk, con trai riêng của Han Jin Ho với vợ trước, có quan hệ tình cảm với Kim Yoo Yeon[9]
- Jung Hyun-joon vai Han Ha Joon, con trai của Han Ji Jong và Lee Hye Jin, được Seo Hi Soo thương yêu như con ruột[10]

#### Nhân viên của Gia viên Hyowon
- Park Sung-yeon vai Quản gia Joo, tên thật là Joo Min Soo, quản gia chính của Gia viên Hyowon[11]
- Jung Yi-seo vai Kim Yoo Yeon, người giúp việc mới do Seo Hi Soo giới thiệu[12]
- Lee Joong-ok vai Kim Sung Tae, người giúp việc nam duy nhất của Gia viên Hyowon[13]
- Yoon Seo vai Oh Soo Young, thư kí riêng của Seo Hi Soo và Han Ji Yong[14]
- YoonGeum Sun-ah vai Hwang Kyung Hye, người giúp việc ở nhà chính Cadenza[15]
- Kim Nam-jin vai Ko Mi Jin, người giúp việc ở nhà chính Cadenza
- Son Hyun-ji vai Lee Ju Hee, người giúp việc ở nhà chính Cadenza
- Yeon Bo-ra vai Woo Ju Yeon, người giúp việc ở nhà phụ Rubato
- Song Young-ah vai Min Sang Ah, người giúp việc ở nhà phụ Rubato
- Kim Sang-hoon vai thầy dạy thanh nhạc của Yang Soon Hye
- Lee Eun-kang vai đầu bếp Jung
- Kim Dae-woo vai nhân viên an ninh

#### Nhân vật có mối quan hệ với nhà Hyowon
- Ye Soo-jung vai Sơ Emma, tên thật là Baek Seol Hwa, là nữ tu và hội trưởng của hội Ilsin, là người tư vấn tâm lí cho các thành viên của nhà Hyowon
- Kim Jung-hwa vai Suzy Choi, họa sĩ Hàn Quốc nổi tiếng ở Tây Âu, người yêu đồng giới của Jung Seo Hyun (xuất hiện đặc biệt)
  - Kim Yi-seo vai Suzy Choi lúc trẻ (tập 2)
- Choi Soo-im vai Kim Mi Ja, tình nhân đã mất của Chủ tịch Han, mẹ ruột của Han Ji Yong (xuất hiện đặc biệt)
- Song Sun-mi vai Seo Jin Kyung, tình nhân của anh trai Yang Soon Hye và là giám đốc Phòng trưng bày Hawon, hội viên của hội Ilsin (xuất hiện đặc biệt)[16]
- Jang Ha-eun vai Roh A Rim, con gái lớn của Tập đoàn Yeongwon và là hôn thê sắp đặt của Han Soo Hyuk[17]
- Kim Hyo-jin vai vợ của Chủ tịch Yang Chi Gon, chị dâu của Yang Soon Hye

#### Tập đoàn Hyowon
- Kim Woo-dam vai thư ký Seo, thư ký của Jung Seo Hyun
- Ma Jung-pil trong vai Thư ký Cha
- Lee Ho-suk vai thư ký Jo
- Song Kyung-eui vai bác sĩ Kim
- Kim Jung-suk vai tài xế Kim
- Kim Jin-tae vai tài xế riêng của Han Ji Yong

#### Các nhân vật khác
- Ko Kyung-man vai linh mục (tập 1)
- Kim Ha-rin vai nhà thiết kế của Seo Hi Soo (tập 1, 8)
- Ahn Ji-hye vai phó giám đốc Phòng trưng bày Seohyun[18]
- Kim Yoon-ji vai Jasmine, hội viên của hội Ilsin, Hoa hậu New York gốc Hàn
- Oh Jung-yeon vai Choi Mi Joo, hội viên của hội Ilsin[19]
- Kim Dong-kyu vai phát thanh viên tin tức JSH (tập 3)
- Park Na-jin vai phóng viên (tập 3)
- Seo Sang-won vai phóng viên (tập 3)
- Yoo Ah-reum vai phụ huynh (tập 3)
- Lim Hyang-ju vai phụ huynh (tập 3)
- Jin Yu-chan vai bạn của Han Ha Joon (tập 3)
- Jo Su-bin vai bé gái làm hỏng vật trưng bày tại Phòng trưng bày Seohyun (tập 3)
- Kim Sun-kyung vai mẹ của bé gái làm hỏng vật trưng bày tại Phòng trưng bày Seohyun (tập 3)
- Kim Ji-woo vai Ji Won, bạn của Han Ha Joon (tập 3-4)
- Kwon So-hyun vai mẹ của Ji Won (tập 3-4) (xuất hiện đặc biệt)[20]
- Kwak Na-yeon vai người giúp việc cho gia đình Ji Won (tập 3-4)
- Jo Soo-yeon vai nhân viên rạp chiếu phim (tập 4)
- Park Soo-jin vai bác sĩ (tập 4, 6)
- Choi Hyun-jin vai em trai của Kim Yu Yeon (tập 4, 16)
- Lee Chul vai Yoon Suk Ho, phóng viên
- Ki Hwan vai Im Sung Su, phóng viên (tập 5)
- Kim Yool-ho vai huấn luyện viên cưỡi ngựa (tập 5)
- Lee Ji-hyun vai Jang Hye Yung, quản gia làm việc cho chủ cũ của Kang Ja Kyung (tập 5, 7)
- Lee Jae-woo vai chủ tiệm trang sức thẩm định viên kim cương (tập 6)
- Park Sang-yong vai Luật sư Chủ tịch Han và là Trưởng nhóm pháp lý (tập 6)
- Oh A-Lin vai Hui Bin, tình nhân của Han Jin Ho (tập 6, 15)
- Kim Soo-hyun vai thành viên của nhóm PR (tập 6)
- Lee Ga-kyung vai Kang Ja Kyung thật (tập 7)
- Song Seung-hwan vai cậu bé mắc chứng tự kỷ vẽ bức tranh con voi bị mắc kẹt trong một cánh cổng hẹp (tập 8)[21]
- Lee Suk-goo vai thành viên Hội đồng Quản trị (tập 8, 11)
- Kim Hee-chang vai Kim Nam Tae, luật sư của Lee Hye Jin (tập 9)
- Lee Yoon-jae vai Choi Jin Yung, luật sư của Seo Hee Soo
- Jung Yong-do vai bác sĩ thú y (tập 10)
- Yoon Ki-chang vai luật sư Hwang Bo In (tập 10-11)
- Kim Yong-jin vai cố vấn tâm lý của trung tâm cai nghiện rượu (tập 10-11)
- Jung Soo-han vai người cai nghiện rượu (tập 10-11)
- Lim Jae-myung vai người cai nghiện rượu (tập 10-11)
- Lee Woo-shin vai thẩm phán (tập 10-11)
- Sung Chan-ho vai thành viên Hội đồng Quản trị (tập 12-13)
- Kim Jung-hwan vai linh mục trong tang lễ (tập 13)
- Choi Jung-hwa vai Ko Bo Hui (tập 13)
- Jung Tae-in vai diễn viên, bạn của Seo Hi Soo (tập 14)
- Han Yeo-woo; vai diễn viên, bạn của Seo Hi Soo (tập 14)
- Choi Young-min vai nhân viên pháp y qua video (tập 14)
- Kim Joo-ah vai bác sĩ tâm thần (tập 15)
- Kim Ki-bum vai Cha xứ Paul (tập 16)
- Jang Deok-ju vai Jo Kyung Chul, người tổ chức trận đánh của các đấu sĩ
- Gil Geum-seung vai đấu sĩ Kwak Su Chang
- Jung Yoon-ha vai Chae Young, nhân viên phục vụ tại nhà ăn của khách sạn Hyowon và là tình nhân của Han Jin Ho[22]
- Choi Young-joon vai Thanh tra Beak Dong Hoon, cảnh sát phụ trách vụ án mạng ở Gia viên Hyowon
- Seo Sung-jong vai cảnh sát Hwang Hyung Su

## Quá trình sản xuất
Vào tháng 10 năm 2020, có thông tin rằng biên kịch Baek Mi Kyung và đạo diễn Lee Na Jung có dự định mời Lee Bo-young và Kim Seo-hyung vào vai chính trong một bộ phim về phụ nữ, ban đầu có tên là Blue Diamond.
Vào ngày 29 tháng 12 năm 2020, đài tvN đưa ra thông báo về việc các diễn viên Lee Bo-young, Kim Seo-hyung, Ok Ja-yeon, Park Hyuk-kwon và Park Won-sook đã xác nhận xuất hiện trong bộ phim. Ko So-young tuy trước đó nhận lời tham gia nhưng đã từ chối do xung đột về lịch trình.
Cha Hak-yeon xác nhận tham gia bộ phim vào tháng 1 năm 2021.
Ngày 25 tháng 3 năm 2021, đội ngũ sản xuất phát hành những hình ảnh về buổi đọc kịch bản đầu tiên.

## Các tập phim
Lưu ý: Phần này có  thể cho biết trước diễn biến của phim, xin cân nhắc trước khi đọc.
| TT. | Tiêu đề                                | Đạo diễn    | Biên kịch     | Ngày phát sóng gốc  | Người xem tại Hàn Quốc (triệu) |
| --- | -------------------------------------- | ----------- | ------------- | ------------------- | ------------------------------ |
| 1 | "Những người xa lạ"                    | Lee Na-jung | Baek Mi-kyung | 8 tháng 5 năm 2021  | 1.464                          |
| Kim Yu Yeon bắt đầu làm người giúp việc của Jung Seo Hyun. Kang Ja Kyung đến nhà của Seo Hi Soo với tư cách gia sư mới. Han Suk Chul bất tỉnh trong bữa tối gia đình.              |                                        |             |               |                     |                                |
| 2 | "Đôi cánh của Icarus"                  | Lee Na-jung | Baek Mi-kyung | 9 tháng 5 năm 2021  | 1.349                          |
| Han Soo Hyuk và Kim Yu Yeon đổi giường để ngủ. Được Sơ Emma chỉ bảo, Jung Seo Hyun nhìn vào bên trong trái tim mình để xem ở đó có gì và có ai.                                    |                                        |             |               |                     |                                |
| 3 | "Vùng xám"                             | Lee Na-jung | Baek Mi-kyung | 15 tháng 5 năm 2021 | 1.261                          |
| Han Jin Ho được bổ nhiệm làm chủ tịch tạm thời của công ty. Seo Hi Soo sững sờ khi Han Ha Joon đột ngột giữ khoảng cách và Kang Ja Kyung hành xử vượt quá giới hạn.                |                                        |             |               |                     |                                |
| 4 | "Cửa hẹp"                              | Lee Na-jung | Baek Mi-kyung | 16 tháng 5 năm 2021 | 1.841                          |
| Han Soo Hyuk cố thuyết phục Kim Yu Yeon về lại Hyowon. Không thoải mái khi Kang Ja Kyung quá thân thiết với Han Ha Joon, Seo Hi Soo sa thải cô.                                    |                                        |             |               |                     |                                |
| 5 | "Giác quan thứ sáu"                    | Lee Na-jung | Baek Mi-kyung | 22 tháng 5 năm 2021 | 1.599                          |
| Seo Hi Soo và Jung Seo Hyun tìm hiểu về Kang Ja Kyung – người bắt đầu đòi lại những gì từng là của mình. Một bài báo tiết lộ mối quan hệ gia đình của Han Ha Joon và Han Soo Hyuk. |                                        |             |               |                     |                                |
| 6 | "Sự thật khó chịu và bình yên giả tạo" | Lee Na-jung | Baek Mi-kyung | 23 tháng 5 năm 2021 | 1.854                          |
| Trước tin Seo Hi Soo mang thai, Jung Seo Hyun đắn đo về việc có nên tiết lộ cho cô ấy về mẹ ruột của Han Ha Joon không. Han Ji Yong đuổi cổ Kang Ja Kyung để bảo vệ gia đình mình. |                                        |             |               |                     |                                |
| 7 | "Tình yêu chỉ là một giấc mơ"          | Lee Na-jung | Baek Mi-kyung | 29 tháng 5 năm 2021 | 1.850                          |
| Seo Hi Soo biết được động cơ của Kang Ja Kyung, sự dính líu của Yang Soon Hye và những lời nói dối của Han Ji Yong. Jung Seo Hyun đối đầu với Han Ji Yong để bảo vệ Hyowon.        |                                        |             |               |                     |                                |
| 8 | "Cách con voi ra khỏi cửa"             | Lee Na-jung | Baek Mi-kyung | 30 tháng 5 năm 2021 | 2.083                          |
| Seo Hi Soo gánh chịu nỗi mất mát quá lớn và hồi phục trong bí mật. Một tuần sau, cô trở lại cùng quyết tâm mới: rời Hyowon bằng mọi giá.                                           |                                        |             |               |                     |                                |
| 9 | "Nâng ly với ác quỷ"                   | Lee Na-jung | Baek Mi-kyung | 5 tháng 6 năm 2021  | 1.833                          |
| Di chúc của Han Suk Chul được công bố, tiết lộ số phận của từng thành viên gia đình. Kang Ja Kyung và Seo Hi Soo chuẩn bị ra tòa giành quyền nuôi con.                             |                                        |             |               |                     |                                |
| 10 | "Người mẹ thật sự"                     | Lee Na-jung | Baek Mi-kyung | 6 tháng 6 năm 2021  | 2.127                          |
| Xúc động trước cuộc nói chuyện của mình với Choi Suzy, Jung Seo Hyun quyết định ưu tiên hạnh phúc của Han Soo Hyuk. Seo Hi Soo đánh úp Han Ji Yong tại tòa.                        |                                        |             |               |                     |                                |
| 11 | "Một tuần mê hoặc"                     | Lee Na-jung | Baek Mi-kyung | 12 tháng 6 năm 2021 | 1.964                          |
| Có chung mục tiêu và kẻ thù, một đồng minh bất ngờ bắt tay với Seo Hi Soo. Tin về người thừa kế công ty khiến gia đình xào xáo với một sự trở lại và một sự ra đi.                 |                                        |             |               |                     |                                |
| 12 | "Tội lỗi và sai trái"                  | Lee Na-jung | Baek Mi-kyung | 13 tháng 6 năm 2021 | 2.240                          |
| Seo Hi Soo rơi vào tình thế cực kỳ khó xử: thoát khỏi Hyowon bằng cách vạch trần những việc làm xấu xa của Han Ji Yong, hay bảo vệ Han Ha Joon khỏi sự thật xấu xí?                |                                        |             |               |                     |                                |
| 13 | "Ai cũng gian dối"                     | Lee Na-jung | Baek Mi-kyung | 19 tháng 6 năm 2021 | 2.045                          |
| Jung Seo Hyun chuẩn bị tiết lộ bí mật về bản thân và giành quyền sở hữu đối với Tập đoàn Hyowon. Cảnh sát điều tra những nghi vấn quanh cái chết của Han Ji Yong.                  |                                        |             |               |                     |                                |
| 14 | "Cuộc chiến chống lại thứ vô hình"     | Lee Na-jung | Baek Mi-kyung | 20 tháng 6 năm 2021 | 2.109                          |
| Trong cảnh hồi tưởng về vài ngày trước vụ án mạng, nhiều nghi phạm và động cơ của họ được hé lộ. Thanh tra Beak hoài nghi đặt câu hỏi về chứng mất trí nhớ của Seo Hi Soo.         |                                        |             |               |                     |                                |
| 15 | "Phán quyết"                           | Lee Na-jung | Baek Mi-kyung | 26 tháng 6 năm 2021 | 1.911                          |
| Vị thanh tra ngày càng không tin tưởng Jung Seo Hyun và Seo Hi Soo, dù các thành viên trong gia đình đã nói cái chết của Han Ji Yong rất có thể là do tự sát.                      |                                        |             |               |                     |                                |
| 16 | "Những người phụ nữ tỏa sáng"          | Lee Na-jung | Baek Mi-kyung | 27 tháng 6 năm 2021 | 2.429                          |
| Sự thật – và những gì Jung Seo Hyun và Seo Hi Soo muốn bảo vệ bằng mọi giá – được tiết lộ khi các sự kiện trong đêm xảy ra vụ án mạng được phơi bày toàn bộ.                       |                                        |             |               |                     |                                |

## Nhạc phim

### Part 1
| Phát hành ngày 23 tháng 5 năm 2021 | Phát hành ngày 23 tháng 5 năm 2021 | Phát hành ngày 23 tháng 5 năm 2021 | Phát hành ngày 23 tháng 5 năm 2021 | Phát hành ngày 23 tháng 5 năm 2021 | Phát hành ngày 23 tháng 5 năm 2021 |
| STT                                | Nhan đề                            | Phổ lời                            | Phổ nhạc                           | Ca sĩ                              | Thời lượng                         |
| ---------------------------------- | ---------------------------------- | ---------------------------------- | ---------------------------------- | ---------------------------------- | ---------------------------------- |
| 1.                                 | "This is Mine"                     | Min Kim                            | Min Kim, Taylor                    | Lee Seung-yoon                     | 3:18                               |
| 2.                                 | "This is Mine" (Inst.)             |                                    |                                    |                                    | 3:18                               |

### Part 2
| Phát hành ngày 30 tháng 5 năm 2021 | Phát hành ngày 30 tháng 5 năm 2021 | Phát hành ngày 30 tháng 5 năm 2021 | Phát hành ngày 30 tháng 5 năm 2021   | Phát hành ngày 30 tháng 5 năm 2021 | Phát hành ngày 30 tháng 5 năm 2021 |
| STT                                | Nhan đề                            | Phổ lời                            | Phổ nhạc                             | Ca sĩ                              | Thời lượng                         |
| ---------------------------------- | ---------------------------------- | ---------------------------------- | ------------------------------------ | ---------------------------------- | ---------------------------------- |
| 1.                                 | "Mine"                             | Baek Mi Kyung                      | ID:Earth, Kim Jae Jong, Jerry Carrot | ID:Earth                           | 3:00                               |
| 2.                                 | "Mine" (Inst.)                     |                                    |                                      |                                    | 3:00                               |

### Part 3
| Phát hành ngày 6 tháng 6 năm 2021 | Phát hành ngày 6 tháng 6 năm 2021 | Phát hành ngày 6 tháng 6 năm 2021 | Phát hành ngày 6 tháng 6 năm 2021 | Phát hành ngày 6 tháng 6 năm 2021 | Phát hành ngày 6 tháng 6 năm 2021 |
| STT                               | Nhan đề                           | Phổ lời                           | Phổ nhạc                          | Ca sĩ                             | Thời lượng                        |
| --------------------------------- | --------------------------------- | --------------------------------- | --------------------------------- | --------------------------------- | --------------------------------- |
| 1.                                | "In a Dream" (꿈에서)             | Kim Tae-young, December 32        | Kim Tae-young, December 32        | SAya                              | 4:10                              |
| 2.                                | "In a Dream" (Inst.)              |                                   |                                   |                                   | 4:10                              |

### Part 4
| Phát hành ngày 13 tháng 6 năm 2021 | Phát hành ngày 13 tháng 6 năm 2021 | Phát hành ngày 13 tháng 6 năm 2021 | Phát hành ngày 13 tháng 6 năm 2021 | Phát hành ngày 13 tháng 6 năm 2021 | Phát hành ngày 13 tháng 6 năm 2021 |
| STT                                | Nhan đề                            | Phổ lời                            | Phổ nhạc                           | Ca sĩ                              | Thời lượng                         |
| ---------------------------------- | ---------------------------------- | ---------------------------------- | ---------------------------------- | ---------------------------------- | ---------------------------------- |
| 1.                                 | "Dear Son" (박선예)                | In-Young Choi                      | In-Young Choi                      | Park Seon-ye                       | 3:08                               |
| 2.                                 | "Dear Son" (Inst.)                 |                                    |                                    |                                    | 3:08                               |

### Part 5
| Phát hành ngày 20 tháng 6 năm 2021 | Phát hành ngày 20 tháng 6 năm 2021 | Phát hành ngày 20 tháng 6 năm 2021 | Phát hành ngày 20 tháng 6 năm 2021 | Phát hành ngày 20 tháng 6 năm 2021 | Phát hành ngày 20 tháng 6 năm 2021 |
| STT                                | Nhan đề                            | Phổ lời                            | Phổ nhạc                           | Ca sĩ                              | Thời lượng                         |
| ---------------------------------- | ---------------------------------- | ---------------------------------- | ---------------------------------- | ---------------------------------- | ---------------------------------- |
| 1.                                 | "Winner"                           | DOKO                               | DOKO                               | Kim Yoon-ah (Jaurim)               | 2:59                               |
| 2.                                 | "Winner" (Inst.)                   |                                    | DOKO                               |                                    | 2:59                               |

## Lượng người xem
| Mùa | Mùa | Số tập | Số tập | Số tập | Số tập | Số tập | Số tập | Số tập | Số tập | Số tập | Số tập | Số tập | Số tập | Số tập | Số tập | Số tập | Số tập | Trung bình |
| Mùa | Mùa | 1      | 2      | 3      | 4      | 5      | 6      | 7      | 8      | 9      | 10     | 11     | 12     | 13     | 14     | 15     | 16     | Trung bình |
| --- | --- | ------ | ------ | ------ | ------ | ------ | ------ | ------ | ------ | ------ | ------ | ------ | ------ | ------ | ------ | ------ | ------ | ---------- |
|     | 1   | 1.464  | 1.349  | 1.261  | 1.841  | 1.599  | 1.854  | 1.850  | 2.083  | 1.833  | 2.127  | 1.964  | 2.240  | 2.045  | 2.109  | 1.911  | 2.429  | 1.872      |

| Tập | Ngày phát sóng           | Tiêu đề                                                                                                | Tỷ lệ khán giả trung bình (AGB Nielsen) | Tỷ lệ khán giả trung bình (AGB Nielsen) |
| Tập | Ngày phát sóng           | Tiêu đề                                                                                                | Toàn quốc (Hàn Quốc)                    | Seoul                                   |
| --- | ------------------------ | --- | --------------------------------------- | --------------------------------------- |
| 1 | Ngày 8 tháng 5 năm 2021  | Những người xa lạ The Strangers (낯선 사람들)                                                          | 6.565%(1st)                             | 7.906% (1st)                            |
| 2 | Ngày 9 tháng 5 năm 2021  | Đôi cánh của Icarus The Wings of Icarus (이카루스의 날개)                                              | 6.017% (1st)                            | 6.836% (1st)                            |
| 3 | Ngày 15 tháng 5 năm 2021 | Vùng xám The Grey Area (회색의 영역)                                                                   | 5.578% (1st)                            | 6.399% (1st)                            |
| 4 | Ngày 16 tháng 5 năm 2021 | Cửa hẹp Strait is The Gate (좁은문)                                                                    | 7.373% (1st)                            | 7.822% (1st)                            |
| 5 | Ngày 22 tháng 5 năm 2021 | Giác quan thứ sáu The Sixth Sense (여섯 번째 감각)                                                     | 6.943% (1st)                            | 7.717% (1st)                            |
| 6 | Ngày 23 tháng 5 năm 2021 | Sự thật khó chịu và bình yên giả tạo The Uncomfortable Truth and False Peace (불편한 진실 거짓된 평화) | 8.173% (1st)                            | 8.678% (1st)                            |
| 7 | Ngày 29 tháng 5 năm 2021 | Tình yêu chỉ là một giấc mơ Love is Just a Dream (사랑은 꿈일뿐)                                       | 8.627% (1st)                            | 9.959% (1st)                            |
| 8 | Ngày 30 tháng 5 năm 2021 | Cách con voi ra khỏi cửa How an Elephant Gets Through a Door (코끼리가 문을 나가는 방법)               | 9.023% (1st)                            | 9.817% (1st)                            |
| 9 | Ngày 5 tháng 6 năm 2021  | Nâng ly với ác quỷ A Toast to the Devil (악마와 축배를)                                                | 8.421% (1st)                            | 9.807% (1st)                            |
| 10 | Ngày 6 tháng 6 năm 2021  | Người mẹ thật sự The Real Mother (진짜 엄마)                                                           | 9.354% (1st)                            | 10.016% (1st)                           |
| 11 | Ngày 12 tháng 6 năm 2021 | Một tuần mê hoặc Some Enchanted Week (매혹의 일주일)                                                   | 8.314% (1st)                            | 9.030% (1st)                            |
| 12 | Ngày 13 tháng 6 năm 2021 | Tội lỗi và sai trái Crime and Sin (죄 와 죄)                                                           | 9.487% (1st)                            | 9.703% (1st)                            |
| 13 | Ngày 19 tháng 6 năm 2021 | Ai cũng gian dối They All Lie (모두가 거짓말을 하고 있다)                                              | 8.821% (1st)                            | 9.792% (1st)                            |
| 14 | Ngày 20 tháng 6 năm 2021 | Cuộc chiến chống lại thứ vô hình Fighting in the Dark (보이지 않는 것과의 싸움)                        | 9.395% (1st)                            | 9.957% (1st)                            |
| 15 | Ngày 26 tháng 6 năm 2021 | Phán quyết The Judges (심판자들)                                                                       | 8.720% (1st)                            | 10.589% (1st)                           |
| 16 | Ngày 27 tháng 6 năm 2021 | Những người phụ nữ tỏa sáng Glorious Women (빛나는 여인들)                                             | 10.512% (1st)                           | 11.221% (1st)                           |
| Trung bình | Trung bình               | Trung bình                                                                                             | 8.208%                                  | 9.078%                                  |
| - Trong bảng trên, các số màu xanh thể hiện xếp hạng thấp nhất và các số màu đỏ thể hiện xếp hạng cao nhất. - Bộ phim này được phát sóng trên một kênh truyền hình cáp / truyền hình trả tiền thường có lượng khán giả tương đối thấp hơn so với các đài truyền hình công cộng / truyền hình miễn phí (KBS, SBS, MBC và EBS). |                          | |                                         |                                         |

## Giải thưởng và đề cử
| Năm  | Giải thưởng                                | Hạng mục                                           | Đề cử         | Kết quả | Ref.          |
| ---- | ------------------------------------------ | -------------------------------------------------- | ------------- | ------- | ------------- |
| 2022 | Giải thưởng nghệ thuật Baeksang lần thứ 58 | Đạo diễn xuất sắc nhất - phim truyền hình          | Lee Na-jung   | Đề cử   | [ 49 ] [ 50 ] |
| 2022 | Giải thưởng nghệ thuật Baeksang lần thứ 58 | Kịch bản xuất sắc nhất - phim truyền hình          | Baek Mi-kyung | Đề cử   | [ 49 ] [ 50 ] |
| 2022 | Giải thưởng nghệ thuật Baeksang lần thứ 58 | Nam diễn viên phụ xuất sắc nhất - phim truyền hình | Lee Hyun-wook | Đề cử   | [ 49 ] [ 50 ] |
| 2022 | Giải thưởng nghệ thuật Baeksang lần thứ 58 | Nữ diễn viên phụ xuất sắc nhất - phim truyền hình  | Ok Ja-yeon    | Đề cử   | [ 49 ] [ 50 ] |

## Tác phẩm phát sóng cùng khung giờ

### Thứ 7
- SBS: Ẩn danh (Taxi Driver)
- JTBC: Mặt trái của sự thật
- TV CHOSUN: Yêu (Kết hôn và Ly dị) phần 2 (Marriage Lyrics For Divorce Music 2)
- MBN: Đánh cắp số phận (Bossam: Steal the Fate)

### Chủ nhật
- KBS2: Chị em cách mạng (Revolutionary Sisters)
- TV CHOSUN: Yêu (Kết hôn và Ly dị) phần 2 (Marriage Lyrics For Divorce Music 2)
- MBN: Đánh cắp số phận (Bossam: Steal the Fate)

## Thông tin thêm
Bộ phim gây chú ý bởi đạo diễn, biên kịch và ba nhân vật chính đều là nữ.
Trước đây, các bộ phim truyền hình phát sóng vào thứ bảy và chủ nhật của đài tvN có 20 tập, nhưng bắt đầu từ bộ phim này trở đi còn 16 tập.
Bộ phim đánh dấu màn tái hợp của Lee Hyun-wook và Lee Joong-ok sau bộ Người lạ đến từ địa ngục.
Bộ phim đánh dấu màn tái hợp sau 6 năm 3 tháng của Park Won-sook và Cha Hak-yeon kể từ bộ phim Cuộc chiến chia tiền (The Family is Coming).
Bộ phim đánh dấu màn tái hợp sau 16 năm của Park Won-sook và Lee Bo-young kể từ bộ phim Người yêu dấu (My Sweetheart, My Darling) năm 2005.
Bộ phim đánh dấu màn tái hợp sau gần 8 năm của Jung Dong-hwan và Lee Bo-young kể từ bộ phim Đôi tai ngoại cảm năm 2013.
Bộ phim đánh dấu sự trở lại màn ảnh nhỏ chính thức của Lee Bo-young sau 11 tháng kể từ bộ phim Khi hoa tình yêu nở của đài tvN, cô từng xuất hiện với vai trò cameo trong bộ phim Khởi nghiệp cũng của đài tvN vào cuối năm 2020.
Bộ phim đánh dấu sự trở lại màn ảnh nhỏ của Kim Seo-hyung sau 11 tháng kể từ bộ phim Không một ai biết (Nobody Knows) và xuất hiện trở lại trong một bộ phim truyền hình của đài tvN sau gần 5 năm kể từ bộ phim Người vợ tốt (The Good Wife).
Bộ phim đánh dấu sự trở lại màn ảnh nhỏ của Kim Hye-hwa sau 1 năm 4 tháng kể từ bộ phim Công lý trì hoãn (Delayed Justice) và đây là lần đầu tiên cô xuất hiện trong một bộ phim truyền hình của đài tvN.
Bộ phim đánh dấu sự trở lại màn ảnh nhỏ của Yoon Seo sau 3 năm kể từ bộ phim Đại quân - Họa nên ái tình và xuất hiện trở lại trong một bộ phim truyền hình của đài tvN sau khoảng 7 năm rưỡi kể từ bộ phim Lời hồi đáp 1994.
Bộ phim đánh dấu sự trở lại màn ảnh nhỏ của Jung Dong-hwan sau 1 năm 2 tháng kể từ bộ phim Tiên tri thần thám (The Game: Towards Midnight) và xuất hiện trở lại trong một bộ phim truyền hình của đài tvN cũng sau 1 năm 2 tháng kể từ bộ phim Trò chơi kim tiền (Money Game).
Lee Hyun-wook trở lại màn ảnh nhỏ sau 2 tháng kể từ bộ phim Tiền bối, đừng đánh màu son đó (She Would Never Know) và đây là lần đầu tiên anh chính thức xuất hiện trong một bộ phim truyền hình của đài tvN, trước đó anh từng xuất hiện hiện với vai trò cameo trong bộ phim Cửa hàng tiện lợi Cheonrima (Pegasus Market) cũng của đài tvN vào năm 2019.
Ok Ja-yeon trở lại màn ảnh nhỏ sau 4 tháng kể từ bộ phim Nghệ thuật săn quỷ và nấu mì và xuất hiện trở lại trong một bộ phim truyền hình của đài tvN sau khoảng 3 năm kể từ phần 2 của dự án Drama Stage.
Jung Hyun-joon trở lại màn ảnh nhỏ sau 1 tháng kể từ bộ phim Vượt ra tội ác (Beyond Evil) và đây là lần đầu tiên cậu bé xuất hiện trong một bộ phim truyền hình của đài tvN.
Park Hyuk-kwon cũng có một bộ phim khác đang phát sóng là Trường luật (Law School) của đài JTBC.